# Hydrovatus confossus
Hydrovatus confossus är en skalbaggsart som beskrevs av Guignot 1958. Hydrovatus confossus ingår i släktet Hydrovatus och familjen dykare. Inga underarter finns listade i Catalogue of Life.